# Lista odcinków serialu Słowo na L
Lista odcinków serialu Słowo na L.

## Sezon 1 (2004)
| Serial # | Sezon # | Tytuł              | Tytuł polski         | Reżyseria        | Scenariusz       | Premiera         | Premiera         |
| -------- | ------- | ------------------ | -------------------- | ---------------- | ---------------- | ---------------- | ---------------- |
| 1        | 1       | „Pilot”            | „Pokusy Los Angeles” | Rose Troche      | Ilene Chaiken    | 18 stycznia 2004 | 4/11 lipca 2009  |
| 2        | 2       | „Let’s Do It”      | „Pierwszy krok”      | Rose Troche      | Susan Miller     | 25 stycznia 2004 | 18 lipca 2009    |
| 3        | 3       | „Longing”          | „Pożądanie”          | Lynne Stopkewich | Angela Robinson  | 1 lutego 2004    | 25 lipca 2009    |
| 4        | 4       | „Lies, Lies, Lies” | „Kłamstwa”           | Clement Virgo    | Josh Senter      | 8 lutego 2004    | 1 sierpnia 2009  |
| 5        | 5       | „Lawfully”         | „Odrzuceni”          | Dan Minahan      | Rose Troche      | 15 lutego 2004   | 8 sierpnia 2009  |
| 6        | 6       | „Losing It”        | „Opuszczenie”        | Clement Virgo    | Guinevere Turner | 22 lutego 2004   | 15 sierpnia 2009 |
| 7        | 7       | „L’Ennui”          | „Nuda”               | Tony Goldwyn     | Ilene Chaiken    | 29 lutego 2004   | 22 sierpnia 2009 |
| 8        | 8       | „Listen Up”        | „Ujawnienie”         | Kari Skogland    | Mark Zakarin     | 7 marca 2004     | 29 sierpnia 2009 |
| 9        | 9       | „Luck, Next Time”  | „Następnym razem”    | Rose Troche      | Rose Troche      | 14 marca 2004    | 5 września 2009  |
| 10       | 10      | „Liberally”        | „Liberalnie”         | Mary Harron      | Ilene Chaiken    | 21 marca 2004    | 12 września 2009 |
| 11       | 11      | „Looking Back”     | „Spojrzenie wstecz”  | Rose Troche      | Guinevere Turner | 28 marca 2004    | 12 września 2009 |
| 12       | 12      | „Locked Up”        | „Bez wyjścia”        | Lynne Stopkewich | Ilene Chaiken    | 4 kwietnia 2004  | 19 września 2009 |
| 13       | 13      | „Limb from Limb”   | „Życie w strzępach”  | Tony Goldwyn     | Ilene Chaiken    | 11 kwietnia 2004 | 19 września 2009 |

## Sezon 2 (2005)
| Serial # | Sezon # | Tytuł                 | Tytuł polski       | Reżyseria        | Scenariusz       | Premiera         | Premiera             |
| -------- | ------- | --------------------- | ------------------ | ---------------- | ---------------- | ---------------- | -------------------- |
| 14       | 1       | „Life, Loss, Leaving” | „Całkowite zmiany” | Dan Minahan      | Ilene Chaiken    | 20 lutego 2005   | 26 września 2009     |
| 15       | 2       | „Lap Dance”           | „Taniec bioder”    | Lynne Stopkewich | Ilene Chaiken    | 27 lutego 2005   | 3 października 2009  |
| 16       | 3       | „Loneliest Number”    | „W ukryciu”        | Rose Troche      | Lara Spotts      | 6 marca 2005     | 10 października 2009 |
| 17       | 4       | „Lynch Pin”           | „Podróż służbowa”  | Lisa Cholodenko  | Ilene Chaiken    | 13 marca 2005    | 17 października 2009 |
| 18       | 5       | „Labyrinth”           | „Labirynt”         | Burr Steers      | Rose Troche      | 20 marca 2005    | 24 października 2009 |
| 19       | 6       | „Lagrimas de Oro”     | „Wyznanie prawdy”  | Jeremy Podeswa   | Guinevere Turner | 27 marca 2005    | 31 października 2009 |
| 20       | 7       | „Luminous”            | „Wielka chwila”    | Ernest Dickerson | Ilene Chaiken    | 3 kwietnia 2005  | 7 listopada 2009     |
| 21       | 8       | „Loyal”               | „Lojalność”        | Alison Maclean   | A.M. Homes       | 10 kwietnia 2005 | 14 listopada 2009    |
| 22       | 9       | „Late, Later, Latent” | „Spóźnieni”        | Tony Goldwyn     | David Steen      | 17 kwietnia 2005 | 21 listopada 2009    |
| 23       | 10      | „Land Ahoy”           | „Karaibski rejs”   | Tricia Brock     | Ilene Chaiken    | 24 kwietnia 2005 | 28 listopada 2009    |
| 24       | 11      | „Loud and Proud”      | „Parada”           | Rose Troche      | Elizabeth Hunter | 1 maja 2005      | 5 grudnia 2009       |
| 25       | 12      | „L’Chaim”             | „Trudne chwile”    | John Curran      | Ilene Chaiken    | 8 maja 2005      | 12 grudnia 2009      |
| 26       | 13      | „Lacuna”              | „Pustka”           | Ilene Chaiken    | Illene Chaiken   | 15 maja 2005     | 19 grudnia 2009      |

## Sezon 3 (2006)
| Serial # | Sezon # | Tytuł                                | Tytuł polski         | Reżyseria        | Scenariusz    | Premiera         | Premiera         |
| -------- | ------- | ------------------------------------ | -------------------- | ---------------- | ------------- | ---------------- | ---------------- |
| 27       | 1       | „Labia Majora”                       | „Spotkanie rodzinne” | Rose Troche      | Ilene Chaiken | 8 stycznia 2006  | 26 grudnia 2009  |
| 28       | 2       | „Lost Weekend”                       | „Chorobliwa obsesja” | Bille Eltringham | A.M. Homes    | 15 stycznia 2006 | 2 stycznia 2010  |
| 29       | 3       | „Lobsters”                           | „Homary”             | Bronwen Hughes   | Ilene Chaiken | 22 stycznia 2006 | 9 stycznia 2010  |
| 30       | 4       | „Light My Fire”                      | „Publiczne wyznanie” | Lynne Stopkewich | Cherien Dabis | 29 stycznia 2006 | 16 stycznia 2010 |
| 31       | 5       | „Lifeline”                           | „Linia życia”        | Kimberly Peirce  | Ilene Chaiken | 5 lutego 2006    | 23 stycznia 2010 |
| 32       | 6       | „Lifesize”                           | „Długość życia”      | Tricia Brock     | Adam Rapp     | 12 lutego 2006   | 30 stycznia 2010 |
| 33       | 7       | „Lone Star”                          | „Samotność w tłumie” | Frank Pierson    | EZgirl        | 19 lutego 2006   | 6 lutego 2010    |
| 34       | 8       | „Latecomer”                          | „Spóźniona pomoc”    | Angela Robinson  | Ilene Chaiken | 26 lutego 2006   | 13 lutego 2010   |
| 35       | 9       | „Lead, Follow or Get Out of the Way” | „W dobrej wierze”    | Moises Kaufman   | Ilene Chaiken | 5 maja 2006      | 20 lutego 2010   |
| 36       | 10      | „Losing the Light”                   | „Gasnący płomień”    | Rose Troche      | Rose Troche   | 12 marca 2006    | 27 lutego 2010   |
| 37       | 11      | „Last Dance”                         | „Ostatni taniec”     | Allison Anders   | Ilene Chaiken | 19 marca 2006    | 6 marca 2010     |
| 38       | 12      | „Left Hand of the Goddess”           | „Lewa ręka bogini”   | Ilene Chaiken    | Ilene Chaiken | 26 marca 2006    | 13 marca 2010    |

## Sezon 4 (2007)
| Serial # | Sezon # | Tytuł                      | Tytuł polski               | Reżyseria        | Scenariusz          | Premiera         | Premiera             |
| -------- | ------- | -------------------------- | -------------------------- | ---------------- | ------------------- | ---------------- | -------------------- |
| 39       | 1       | „Legend in the Making”     | „Nietrwałość”              | Bronwen Hughes   | Ilene Chaiken       | 7 stycznia 2007  | 7 sierpnia 2010      |
| 40       | 2       | „Livin’ La Vida Loca”      | „Livin’ La Vida Loca”      | Marleen Goris    | Alexandra Kondracke | 14 stycznia 2007 | 14 sierpnia 2010     |
| 41       | 3       | „Lassoed”                  | „Na lasso”                 | Tricia Brock     | Ilene Chaiken       | 21 stycznia 2007 | 21 sierpnia 2010     |
| 42       | 4       | „Layup”                    | „Daleki rzut”              | Jessica Sharzer  | Elizabeth Ziff      | 28 stycznia 2007 | 28 sierpnia 2010     |
| 43       | 5       | „Lez Girls”                | „Opowiadanie”              | John Stockwell   | Ilene Chaiken       | 4 lutego 2007    | 4 września 2010      |
| 44       | 6       | „Luck Be a Lady            | „Być kobietą               | Angela Robinson” | Angela Robinson”    | 11 lutego 2007   | 11 września 2010     |
| 45       | 7       | „Lesson Number One”        | „Pierwsza lekcja”          | Moises Kaufman   | Ariel Schrag        | 18 lutego 2007   | 18 września 2010     |
| 46       | 8       | „Lexington & Concord”      | „Lexington i Concord”      | Jamie Babbit     | Ilene Chaiken       | 25 lutego 2007   | 25 września 2010     |
| 47       | 9       | „Lacy Lilting Lyrics”      | „Melodyjny tekst”          | Bronwen Hughes   | Cherien Dabis       | 4 marca 2007     | 2 października 2010  |
| 48       | 10      | „Little Boy Blue”          | „Wyścig”                   | Karyn Kusama     | Elizabeth Ziff      | 11 marca 2007    | 9 października 2010  |
| 49       | 11      | „Literary License To Kill” | „Licencja na zabijanie”    | John Stockwell   | Ilene Chaiken       | 18 marca 2007    | 16 października 2010 |
| 50       | 12      | „Long Time Coming”         | „Niespodziewane przybycie” | Ilene Chaiken    | Ilene Chaiken       | 25 marca 2007    | 23 października 2010 |

## Sezon 5 (2008)
| Serial # | Sezon # | Tytuł                          | Tytuł polski               | Reżyseria       | Scenariusz          | Premiera         | Premiera         |
| -------- | ------- | ------------------------------ | -------------------------- | --------------- | ------------------- | ---------------- | ---------------- |
| 51       | 1       | „LGB Tease”                    | „Rozstania i powroty”      | Angela Robinson | Ilene Chaiken       | 6 stycznia 2008  | 12 lutego 2011   |
| 52       | 2       | "Look Out, Here They Come!”    | "Uwaga nadchodzą!”         | Jamie Babbit    | Cherien Dabis       | 13 stycznia 2008 | 19 lutego 2011   |
| 53       | 3       | „Lady od the Lake”             | „Pani Jeziora”             | Tricia Brock    | Ilene Chaiken       | 20 stycznia 2008 | 26 lutego 2011   |
| 54       | 4       | „Let’s Get This Party Started” | „Imprezę czas zacząć”      | John Stockwell  | Elizabeth Ziff      | 27 stycznia 2008 | 5 marca 2011     |
| 55       | 4       | „Lookin’ At You, Kid           | „Obsada                    | Angela Robinson | Angela Robinson     | 3 lutego 2008    | 12 marca 2011    |
| 56       | 6       | "Lights! Camera! Action!”      | "Światła, kamera, akcja!”  | Ilene Chaiken   | Ilene Chaiken       | 10 lutego 2008   | 19 marca 2011    |
| 57       | 7       | „Lesbians Gone Wild”           | „Dziewczyny idą na całość” | Angela Robinson | Elizabeth Ziff      | 17 lutego 2008   | 26 marca 2011    |
| 58       | 8       | „Lay Down the Law”             | „Zeznania”                 | Leslie Libman   | Alexandra Kondracke | 24 lutego 2008   | 2 kwietnia 2011  |
| 59       | 9       | „Liquid Heat”                  | „Fala upałów”              | Rose Troche     | Ilene Chaiken       | 2 marca 2008     | 9 kwietnia 2011  |
| 60       | 10      | „Lifecycle”                    | „Cykl życia”               | Angela Robinson | Angela Robinson     | 9 marca 2008     | 16 kwietnia 2011 |
| 61       | 11      | „Lunar Cycle”                  | „Fazy księżyca”            | Bob Aschmann    | Ilene Chaiken       | 16 marca 2008    | 23 kwietnia 2011 |
| 62       | 12      | „Loyal and True”               | „Szczerość i lojalność”    | Ilene Chaiken   | Ilene Chaiken       | 23 marca 2008    | 30 kwietnia 2011 |

## Sezon 6 (2009)
| Serial # | Sezon # | Tytuł                           | Tytuł polski             | Reżyseria       | Scenariusz          | Premiera         | Premiera        |
| -------- | ------- | ------------------------------- | ------------------------ | --------------- | ------------------- | ---------------- | --------------- |
| 63       | 1       | „Long Night’s Journey Into Day” | „Kres długiej nocy”      | Ilene Chaiken   | Ilene Chaiken       | 18 stycznia 2009 | 7 maja 2011     |
| 64       | 2       | „Least Likely”                  | „Mało prawdopodobne”     | Rose Troche     | Rose Troche         | 25 stycznia 2009 | 14 maja 2011    |
| 65       | 3       | „LMFAO”                         | „Nie do śmiechu”         | Angela Robinson | Alexandra Kondracke | 1 lutego 2009    | 21 maja 2011    |
| 66       | 4       | „Leaving Los Angeles”           | „Zostawić Los Angeles”   | Rose Troche     | Ilene Chaiken       | 8 lutego 2009    | 28 maja 2011    |
| 67       | 5       | „Litmus Test”                   | „Papierek lakmusowy”     | Angela Robinson | Angela Robinson     | 15 lutego 2009   | 4 czerwca 2011  |
| 68       | 6       | „Lactose Intolerant”            | „Nietolerancja laktozy”  | John Stockwell  | Elizabeth Ziff      | 22 lutego 2009   | 11 czerwca 2011 |
| 69       | 7       | „Last Couple Standing”          | „Ostatnie na placu boju” | Rose Troche     | Ilene Chaiken       | 1 marca 2009     | 18 czerwca 2011 |
| 70       | 8       | „Last Word”                     | „Ostatnie słowo”         | Ilene Chaiken   | Ilene Chaiken       | 8 marca 2009     | 25 czerwca 2011 |